# روابط کویت و عراق در جنگ ایران و عراق
کویت در آوریل ۱۹۸۱ در راستای کمک به عراق در جنگ با ایران، ۲ میلیارد دلار کمک هزینه جنگی به عراق پرداخت کرد. همچنین در این سال یک وام ۷ میلیارد دلاری نیز در اختیار عراق قرار داد که عراق هیچگاه بازپرداخت آن را انجام نداد. دولت کویت در سال ۱۹۸۳ با موافقت عربستان تصمیم گرفت که درآمد حاصل از فروش نفت میدان نفتی خفیج را در اختیار رژیم بعث عراق قرار دهند. دولت کویت در سال ۱۹۸۷ و در طول جنگ ایران و عراق نفتکش‌های عراق را تحت پرچم خود از منطقه خلیج فارس عبور می‌داد.